# Buton
Buton (anche Butung o Boeton) è un'isola dell'Indonesia localizzata a sud-est dell'isola di Sulawesi.
Buton si affaccia sul Mar di Banda, e le principali isole limitrofe sono Wowoni a nord, Muna e Kabaena ad ovest e Siumpu a sud-ovest. L'arcipelago delle isole Tukangbesi è situato più a est ed è separato dal golfo di Kolowana Watabo (Teluk Kolowana Watabo).
L'isola è abitata da circa 500.000 persone, e Bau-Bau è il principale centro abitato con circa 120.000 abitanti.

## Lingue
In tutta l'isola si parla l'indonesiano, ma a Bau-Bau è parlata da 80.000 persone la lingua cia-cia.